# Kirill Petrowitsch Kondraschin

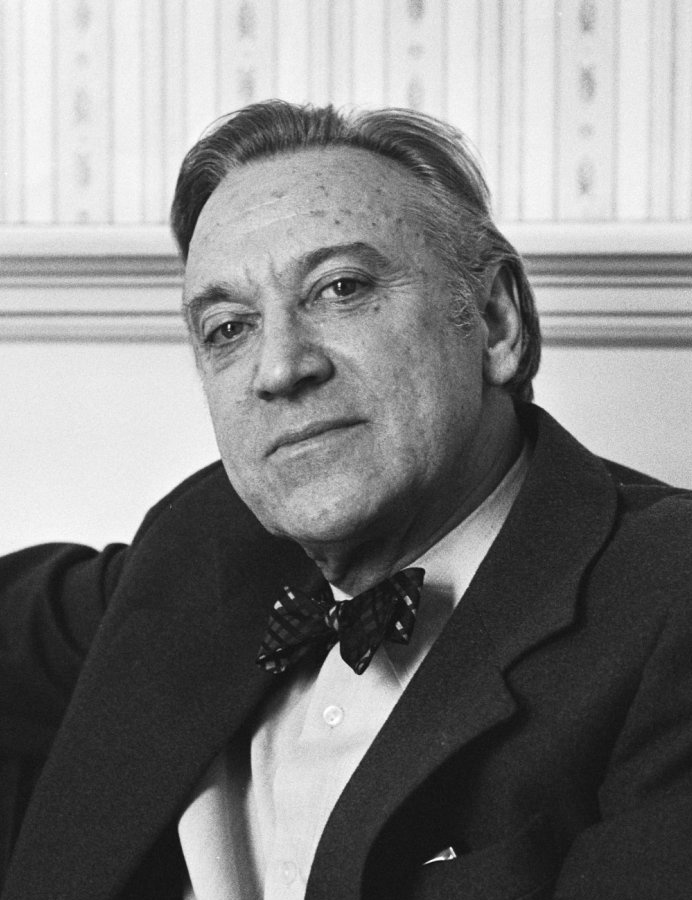
Kirill Kondraschin, 1979

Kirill Petrowitsch Kondraschin (russisch Кирилл Петрович Кондрашин; * 21. Februarjul. / 6. März 1914greg. in Moskau; † 8. März 1981 in Amsterdam) war ein sowjetischer Dirigent.

## Leben
Kondraschin entstammte einer Musikerfamilie. Er studierte von 1932 bis 1936 am Moskauer Konservatorium. Von 1938 bis 1943 war er 1. Kapellmeister am Maly-Operntheater in Leningrad, anschließend wirkte er 13 Jahre in verschiedenen Funktionen am Moskauer Bolschoi-Theater. Von 1956 an war er einer der Chefdirigenten der Moskauer Philharmoniker, von 1960 bis 1976 deren künstlerischer Direktor. In den 60er Jahren hat er verschiedene Werke seines Freundes Dmitri D. Schostakowitsch uraufgeführt, u. a. dessen Symphonien Nr. 4 und Nr. 13 sowie das 2. Violinkonzert. 1979 bat er während einer Tournee in den Niederlanden um politisches Asyl. 
Beim Concertgebouw-Orchester wirkte er fortan als 2. Chefdirigent neben Bernard Haitink. 1981 wurde er zum Chefdirigenten des Symphonieorchesters des Bayerischen Rundfunks designiert, starb aber überraschend, bevor er dieses Amt antreten konnte.

## Werke
- Kirill Kondraschin: Die Kunst des Dirigierens. Piper, München 1989, ISBN 3-492-03264-8.

## Ehrungen
- 1974: Goldmedaille der Internationalen Gustav Mahler Gesellschaft Wien.[1]